# Annette Gerritsen
Annette Albertine Gerritsen (Ilpendam, 11 oktober 1985) is een Nederlands voormalig professioneel schaatsster. Op de Olympische Spelen van 2010 won ze zilver op de 1000 meter. Op het WK Sprint 2008 werd ze derde en in 2011 tweede. In 2004 en 2005 werd ze bij de junioren wereldkampioene op de achtervolging.

## Carrière
Gerritsen was een sprintster en behaalde haar beste prestaties op de 500 meter en 1000 meter. Op de 500 meter is ze in het bezit van het Nederlands record voor junioren met 38,57 en haar 1.16,14 was een wereldrecord voor junioren op de 1000 meter. Beide afstanden reed ze op 23 januari 2005 in Salt Lake City.

### Seizoen 2005-2006
Op 29 december 2005 wist Gerritsen zich tijdens het Nederlands kampioenschap afstanden in Heerenveen op de 500 meter te kwalificeren voor de Olympische Winterspelen 2006 in Turijn. Na de eerste omloop stond Gerritsen knap tweede achter Marianne Timmer en door in de tweede omloop in een nog snellere tijd wederom als tweede achter Timmer te eindigen stelde ze haar ticket naar Turijn veilig. Een dag later verzekerde Gerritsen zichzelf van een tweede startbewijs op de Spelen door achter Ireen Wüst en Marianne Timmer derde te worden op de 1000 meter. Ze bleef ruim een halve seconde voor op Paulien van Deutekom. Dit was belangrijk, aangezien de genomineerde Barbara de Loor niet aanwezig was. Van Deutekom diende met haar vierde plaats in januari met De Loor te strijden om het laatste ticket; De Loor won die strijd.

### Seizoen 2006-2007
Tijdens de wereldbeker sprintwedstrijd op 28 januari 2007 in Thialf in Heerenveen won zij voor het eerst in haar professionele carrière de 500 meter. De overwinning had ze mede te danken aan een val van directe tegenstandster Jenny Wolf, die in de eerste bocht onderuitging.

### Seizoen 2007-2008

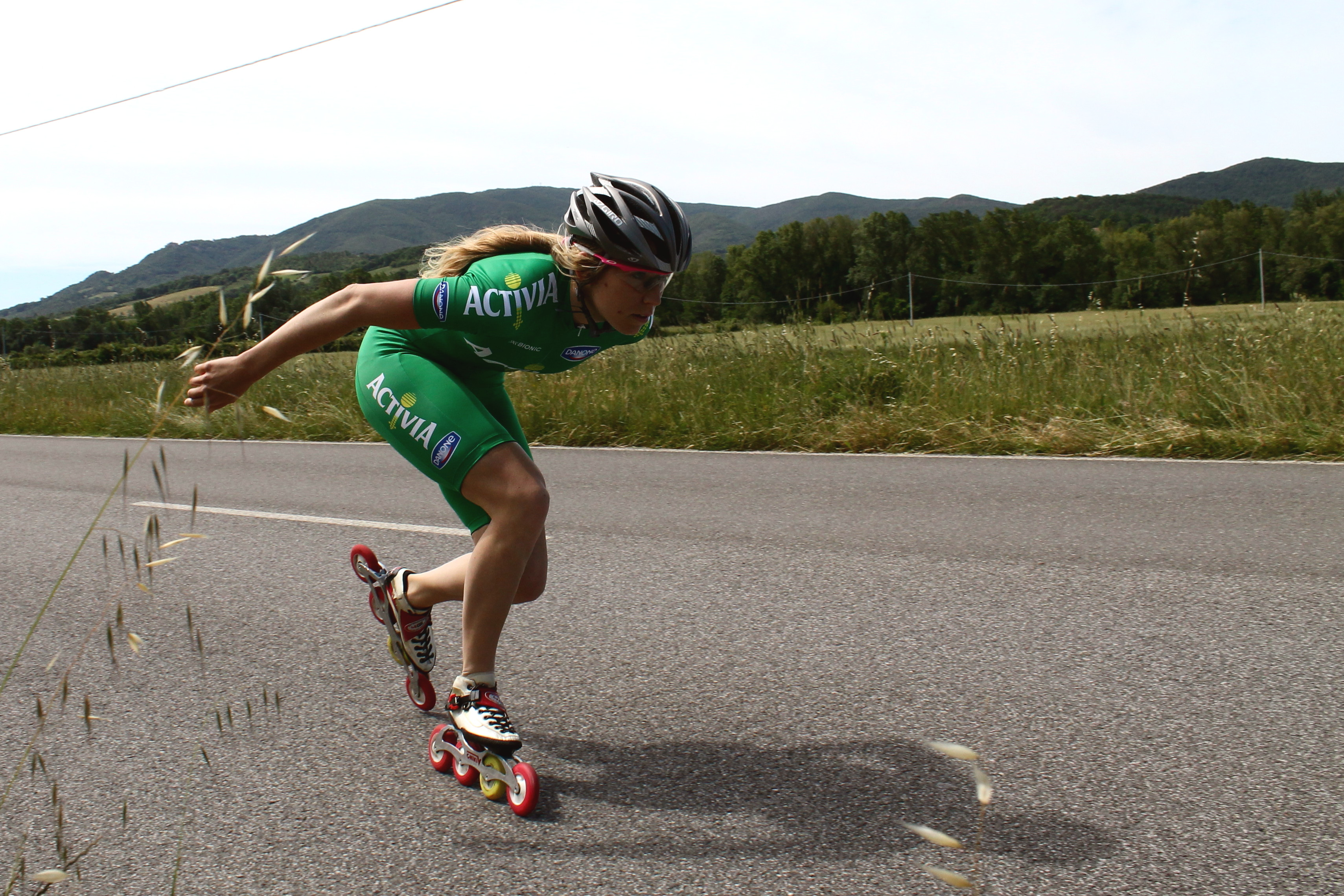
Annette Gerritsen tijdens een trainingskamp in Cecina, Italië

Het nieuwe seizoen begon goed voor Gerritsen met de eerste plaats op de 500 meter bij de NK Afstanden in Heerenveen. Zij eindigde voor twee andere leden van de 'rode DSB-trein', Margot Boer en Marianne Timmer.
Ook op de 1000 meter kwam Gerritsen op het podium. Hoewel haar tijd eerst ruim voldoende leek voor de eerste plaats, werd ze uiteindelijk tweede achter verrassend winnares Paulien van Deutekom. Gerritsen eindigde nog wel voor Ireen Wüst, die een voor haar doen wat teleurstellend weekend beleefde.
Op haar laatste afstand in dit schaatsweekend, de 1500 meter, werd Gerritsen vijfde. Dit betekende dat zij ook op deze afstand wereldbekerwedstrijden mocht gaan rijden.
Tijdens de Wereldbekerwedstrijden reed ze op de tweede 500 meter in Calgary een dik persoonlijk record door heel dicht bij het Nederlandse record van Andrea Nuyt te komen: 37,63!
Tijdens het NK Sprint 2008 viel ze op de eerste dag tijdens de 1000 meter, waardoor ze werd uitgeschakeld voor de titel. Gerritsen reed de rit niet uit waardoor haar beschermde status voor kwalificatie op het WK Sprint onzeker werd. Een dag later bleek dat ze nog te veel last van haar nek ondervond, waardoor ze niet kon starten op de 500 meter. Aan het einde van het toernooi maakte de technisch directeur van de Topsport Commissie Langebaan (TCL) van de KNSB, Hans Gootjes, bekend dat Gerritsen was aangewezen voor WK sprint-deelname op basis van haar eerste 500 meter en haar prestaties in het seizoen. Na de eerste dag op het WK stonden alleen de Duitse vrouwen Friesinger en Wolf voor haar. Landgenoten Timmer en Wüst stonden achter haar (4e en 5e). Uiteindelijk behield ze haar positie in het eindklassement.
In de World Cups bleef Gerritsen goed en constant presteren. Door het wegvallen halverwege het seizoen van de Chinese Wang Beixing eindigde ze als tweede in het eindklassement van de wereldbeker, achter de oppermachtige Jenny Wolf.
Voor het laatste toernooi van het jaar, de WK Afstanden, wist Gerritsen startbewijzen voor de 500 en, enigszins verrassend, ook de 1000 meter te bemachtigen, ten koste van haar teamgenote Marianne Timmer.
Op beide afstanden presteerde ze naar behoren. Op de 500 meter werd ze derde.
Ook op de 1000 meter haalde ze brons, achter de Duitse Anni Friesinger en de Canadese Kristina Groves.

### Seizoen 2008-2009

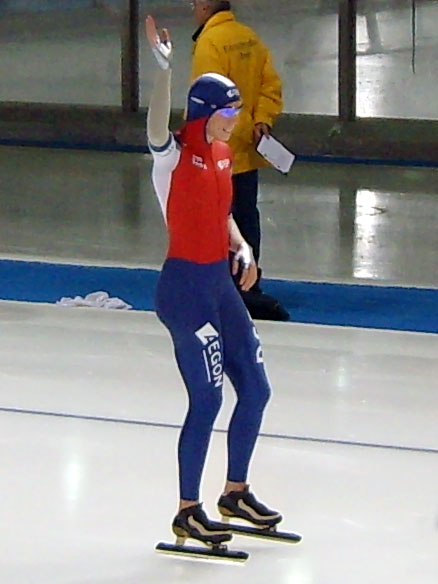
Annette Gerritsen in 2008.

Het seizoen begon voor Gerritsen succesvol met een gouden plak op de 500 meter op het NK afstanden plus een zilveren plak op de 1000 meter. Het NK sprint werd echter een teleurstelling. Net als het vorige seizoen kon Gerritsen geen goede start maken op het NK Sprint. Al bij de eerste 500 meter werd ze na twee valse starts gediskwalificeerd. Hierdoor voelde Gerritsen zich gedwongen tot het rijden van één 500 meter en één 1000 meter in een fictief klassement in de top zes voor aanspraak op een ticket. Trainer Jac Orie wilde daarom dat Gerritsen de kans kreeg om twee 1000 meters te rijden, zodat ze evenveel kansen op plaatsing voor de Wereldbeker zou hebben als andere rijdsters. Op het WK Sprint in Moskou kwam ze op de eerste afstand, de 500 meter, ten val. Gerritsen kwam in de binnenbaan terecht, waarop de scheidsrechter besloot haar hiervoor te diskwalificeren.

### Seizoen 2009-2010
Het olympische seizoen van Gerritsen begon met het NK Afstanden. Ondanks het verliezen van de sponsor DSB begon Gerritsen sterk en won de 500 meter, de 1000 meter en ook de 1500 meter.
Ook tijdens de Wereldbekerwedstrijden die volgde bleef Gerritsen haar vorm houden en kwam op de 500 meter driemaal op het podium. Ook op de 1000 meter kwam ze na een eerste moeizame weekeinde in Berlijn (6e plaats) op stoom en snelde ze naar twee 2e plaatsen in Heerenveen en Calgary. Alleen op de 1500 meter had Gerritsen nog moeite de aansluiting te vinden. Toch wist zij bij de World Cup in Hamar in de top 10 te komen.
Op het OKT wist Gerritsen zich voor de 500 meter, de 1000 meter en de 1500 meter te plaatsen voor de Olympische Spelen in Vancouver. Gerritsen werd op de eerste dag 2e op de 1500 meter achter Ireen Wüst, waarna Gerritsen op de 500 meter de sterkste was. Op de 1000 meter kwam Gerritsen tot een 3e plaats.
Na de 2 vorige voor Gerritsen dramatische verlopen NK's in 2008 en 2009 was Gerritsen erop gebrand om op de NK Sprint in 2010 de titel naar zich toe te trekken. Ze begon het kampioenschap goed door de 500 en de 1000 meter naar zich toe te trekken. Op de 2e dag gingen beide afstanden nipt naar teamgenoot en grootste concurrent Margot Boer, maar Gerritsen hield toch de leiding in klassement en verdiende daarmee haar eerste titel op een NK Sprint. Door deze overwinning was Gerritsen automatisch geplaatst voor het WK Sprint in Obihiro, maar vanwege de voorbereiding op de Olympische Spelen verkoos Gerritsen een extra training.

### Olympische Winterspelen 2010
Tijdens de Olympische Winterspelen 2010 in Vancouver viel Gerritsen op de 500 meter. Ze reed de rit uiteindelijk wel uit en liep geen blessures op. Twee dagen later won ze alsnog een zilveren plak op de 1000 meter, maar ze kwam 0,02 seconden te kort voor een gouden plak.

### Seizoen 2010-2011
Voor aanvang van het seizoen maakte Gerritsen met Boer en Timmer de overstap naar Team Liga. Het was in eerste instantie onzeker of ze kon deelnemen aan het NK Afstanden 2011 vanwege haar hamstringblessure, maar op 1 november gaf Gerritsen aan nog te veel last te ondervinden van haar blessure en geen risico's wilde nemen. Op 7 december 2010 reed ze haar eerste wedstrijd: een 1000 meter in 1.19,15 waarbij Gerritsen aangaf op tijd fit te zijn voor het NK Sprint. Daarvoor plaatste ze zich als tweede en op het WK Sprint in Thialf werd ze beste Nederlandse met eveneens een tweede plek, achter Christine Nesbitt. Op het WK afstanden in Inzell werd ze 4e op de 500 meter na een misslag in de tweede omloop.

### Seizoen 2011-2012
Voor Gerritsen was de strijd om plaatsing voor het WK Sprint spannender dan ooit. Na haar race op de 1000 meter had ze geen idee of haar tijd genoeg was. En daarom keek ze vragend naar de tribune, waar haar vader altijd trouw de tijden noteert: Hij stak zijn duim op en ik wist dat het goed was. Gerritsen kwalificeerde zich met een miniem verschil met Wüst (vijf duizendste punt) voor het WK Sprint. Op 11 februari 2012 won ze de Keizersrace op de Keizergracht in Amsterdam-Centrum, tussen de Leidsestraat en de Spiegelgracht, een afvalrace op natuurijs over 160 meter. Control-rijder Ronald Mulder won deze bij de heren.
Op 27 maart 2012 maakte ze bekend terug te keren naar de ploeg van Orie, die eerst Danone Activia en later Team LottoNL-Jumbo kwam te heten. Deze tweede periode bij Orie wist ze nooit meer haar oude niveau te herpakken en op 24 maart 2015 werd daarom haar contract niet verlengd.

### Seizoenen 2012-2013 - 2016-2017
Vanaf het seizoen 2012-2013 kwam Gerritsen niet verder dan deelname aan Nederlandse kampioenschappen, waar ze niet in de prijzen viel. Op 10 december 2016 kondigde Gerritsen officieel aan dat ze afscheid nam als wedstrijdschaatsster. Als reden gaf ze aan dat ze nog steeds last had van een knieblessure die ze in de zomer had opgelopen. Het laatste team waarin ze schaatste was Team AfterPay.

## Privéleven
Gerritsen woont samen en kreeg in oktober 2017 een dochter, een tweede dochter in juni 2022 en een derde dochter in april 2024.

## Records

### Persoonlijke records
| Afstand    | Tijd    | Datum            | Baan    |
| ---------- | ------- | ---------------- | ------- |
| 500 meter  | 37,63   | 17 november 2007 | Calgary |
| 1000 meter | 1.14,33 | 29 januari 2012  | Calgary |
| 1500 meter | 1.55,91 | 17 november 2007 | Calgary |
| 3000 meter | 4.14,08 | 11 maart 2005    | Calgary |

### Wereldrecords
| Nr. | Afstand                       | Tijd      | Datum            | Baan           |
| --- | ----------------------------- | --------- | ---------------- | -------------- |
| jr1 | ploegenachtervolging junioren | 3.12,38 * | 12 december 2004 | Moskou         |
| jr2 | 1000 meter                    | 1.16,14   | 23 januari 2005  | Salt Lake City |

- * samen met Janneke Ensing & Ireen Wüst

## Resultaten
| Jaar | NK Afstanden                | NK Sprint               | NK Kortebaan | WK Sprint                | WK Afstanden     | Olympische Spelen                     | Wereldbeker                | WK Junioren |
| ---- | --------------------------- | ----------------------- | ------------ | ------------------------ | ---------------- | ------------------------------------- | -------------------------- | ----------- |
| 2003 | 11e 500m                    |                         |              |                          |                  |                                       |                            |             |
| 2004 | 6e 500m 9e 1000m            |                         |              |                          |                  |                                       | 11e · achtervolging        |             |
| 2005 | 500m · 7e 1000m · 11e 1500m | · (, 5e, , 8e)          |              | 17e (25e, 21e, 18e, 14e) |                  | 36e 500m 39e 1000m                    | · achtervolging            |             |
| 2006 | 500m · 1000m · 7e 1500m     | · (, 7e, 4e, 7e)        |              | 6e (15e, 4e, 11e, 6e)    |                  | 12e 500m 23e 1000m                    | 25e 500m 16e 1000m         |             |
| 2007 | 500m · 1000m · 10e 1500m    | · (, 4e, , )            |              | 7e (13e, 9e, 6e, 4e)     | 7e 500m 8e 1000m |                                       | 6e 100m 5e 500m 5e 1000m   |             |
| 2008 | 500m · 1000m · 5e 1500m     | DQ2 · (, DQ, -, -)      |              | · (, 8e, , )             | 500m · 1000m     | 9e 100m · 500m · 5e 1000m · 26e 1500m |                            |             |
| 2009 | 500m · 1000m · 10e 1500m    | DQ1 · (DQ, 6e, , -)     |              | DQ1 (DQ, 4e, 5e, -)      | 9e 500m          | 16e 100m 4e 500m 12e 1000m            |                            |             |
| 2010 | 500m · 1000m · 1500m        | · (, )                  |              |                          |                  | 35e 500m · 1000m · 7e 1500m           | 4e 500m 5e 1000m 18e 1500m |             |
| 2011 |                             | · (, , 4e)              |              | · (5e, , 5e, 5e)         | 4e 500m          |                                       | 9e 500m 19e 1000m          |             |
| 2012 | 500m · 6e 1000m · 8e 1500m  | 4e · (, 5e, , 5e)       | Zilver       | 5e (4e, 7e, 4e, 7e)      |                  | 11e 500m 12e 1000m                    |                            |             |
| 2013 | 6e 500m 9e 1000m 14e 1500m  | NS3 (9e, 12e, NS, -)    |              |                          |                  |                                       |                            |             |
| 2014 | 6e 500m 15e 1000m 21e 1500m | 13e (15e, 15e, 9e, 14e) |              |                          |                  |                                       | 29e 500m 44e 1000m         |             |
| 2015 | 6e 500m 10e 1000m           | 7e (7e, 12e, 7e, 10e)   |              |                          |                  |                                       |                            |             |
| 2016 | 8e 500m 16e 1000m           | 7e (4e, 8e, 8e, 9e)     |              |                          |                  |                                       |                            |             |

DNF = niet gefinisht (wegens val na eerste rit 500m)
DQ1 = gediskwalificeerd op eerste afstand
NS= niet gestart op afstand

### Medaillespiegel
| Kampioenschap     | Goud · | Zilver · | Brons · |
| ----------------- | ------ | -------- | ------- |
| NK Afstanden      | 5      | 4        | 3       |
| NK Sprint         | 1      | 2        | 2       |
| NK Kortebaan      | 0      | 1        | 0       |
| WK Afstanden      | 0      | 0        | 2       |
| WK Sprint         | 0      | 1        | 1       |
| WK Junioren       | 2      | 1        | 0       |
| Wereldbeker       | 0      | 1        | 0       |
| Olympische Spelen | 0      | 1        | 0       |